# Frankatura znaczkowa
Frankatura znaczkowa – podstawowy rodzaj frankatury, składa się jedynie ze znaczków pocztowych.